# Landschaftsschutzgebiet Wiebesiek
Das Landschaftsschutzgebiet Wiebesiek mit 41 ha Flächengröße liegt im Gemeindegebiet von Kalletal. Es wurde 1995 mit dem Landschaftsplan Nr. 4 Kalletal durch den Kreistag des Kreises Lippe erstmals als Landschaftsschutzgebiet (LSG) ausgewiesen. 2004 erfolgte die erneute Ausweisung durch den Kreistag mit dem geänderten Landschaftsplan.

## Beschreibung
Das LSG umfasst die Wiebesiekaue mit Nebensieken westlich Kalldorf. Im Osten geht das LSG bis zur Bebauung und zu Fischteichen, im Westen bis zur Grenze nach Vlotho und zum Kreis Herford. Bei Hankenegge befinden sich ebenfalls Fischteiche in der Aue. Der Wiebesiek ist ein naturnaher Bach. Der Bachlauf wird von einem feuchten, artenarmen Eichen-Hainbuchen-Wald begleitet. Die Nebensieke oder Nebenbachauen sind als Trockentäler ausgebildet. Die Bäche in den Nebenauen führen nur periodisch, also zeitweise, Wasser. Im Bachauenbereich liegen hauptsächlich Mähweiden. An den bis zu 30 Prozent geneigten Talhängen liegen magerrasenartige Grünlandflächen. Am Mittel- und Oberhang stocken artenarme 
Buchenmischwälder.

## Schutzzwecke für das LSG
Laut Landschaftsplan erfolgte die Ausweisung des LSG
- „zur Erhaltung und Wiederherstellung der Leistungsfähigkeit des Naturhaushaltes in ökologisch besonders wertvoll strukturierten Bereichen mit Wasser-, Klima- und Biotopschutzfunktionen,“
- „zur Erhaltung und Wiederherstellung von Quellbereichen und naturnahen Fließgewässern, Grünland und naturnahen Waldbereichen unterschiedlicher Feuchtestufen, Feldgehölzen, Hecken und Obstwiesen,“
- „zur Erhaltung morphologisch ausgeprägter Bereiche zur Sicherung der landschaftlichen Eigenart und Vielfalt für die Erholung,“
- „zur Erhaltung wertvoller Biotopkomplexe aus Wald-Gründlandbereichen, Fließgewässern und Quellen mit wichtigen Trittstein- und Vernetzungsfunktionen,“
- „zur Erhaltung und Wiederherstellung wichtiger Rückzugsräume für die bedrohte Tier- und Pflanzenwelt,“
- „zur Sicherung der das Orts- und Landschaftsbild gliedernden und belebenden und die dörflichen Siedlungsstrukturen prägenden Freiraumelemente.“[1]

## Rechtliche Vorschriften
Im Landschaftsschutzgebiet ist unter anderem das Errichten von Bauten und das Anlegen von Fischteichen verboten.